# Ротермель, Николай Иванович
Никола́й Ива́нович Ротерме́ль (дореволюционное написание фамилии — Ротермэль; 1847 — дата смерти неизвестна) — российский землевладелец, член Государственной думы III созыва от Самарской губернии, октябрист.

## Биография

### До избрания в парламент
Родился в 1847 году в семье российских немцев. Был прихожанином лютеранской церкви, принадлежал к сословию поселян-колонистов.
Закончил частный пансион, где получил среднее образование. В 1870-х годах избирался земским гласным Николаевского уездного и Самарского губернского земств. Впоследствии полностью посвятил себя земледелию, занимался сельским хозяйством в своём имении площадью 2200 десятин, располагавшемся в Новоузенском уезде Самарской губернии. Был женат.
После предоставления населению Российской империи права объединяться в политические и общественные организации присоединился к партии «Союз 17 октября».

### Деятельность в парламенте

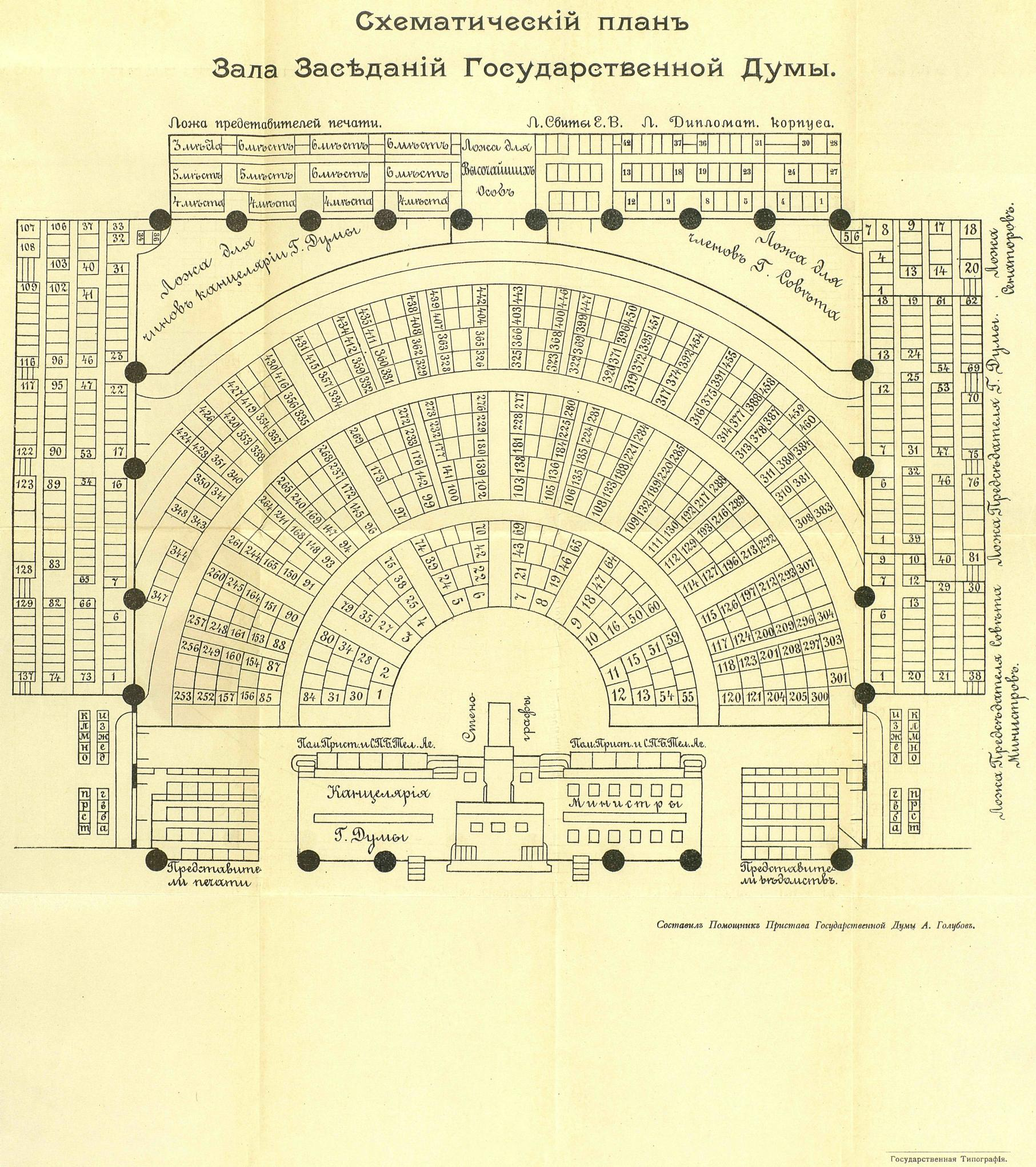
Схематический план зала заседаний Государственной думы Российской империи. За Н. Ротермелем было закреплено кресло № 397.

14 октября 1907 года был избран в Государственною думу III созыва от общего состава выборщиков Самарского губернского избирательного собрания. В парламенте вошёл в фракции «Союза 17 октября», состоял членом трёх комиссий: земельной, по переселенческому делу и по народному образованию.
В зале заседаний Государственной думы в Таврическом дворце за Ротермелем было закреплено кресло № 397 (см. схематический план зала заседаний). В Санкт-Петербурге депутат проживал по адресу Тверская улица, 4, квартира 18, вне столицы — в городе Екатериненштадт (Баронск) Самарской губернии.

### Дальнейшая судьба
Дальнейшая судьба Николая Ротермеля неизвестна.